# Kaspar Andreas von Jacomini

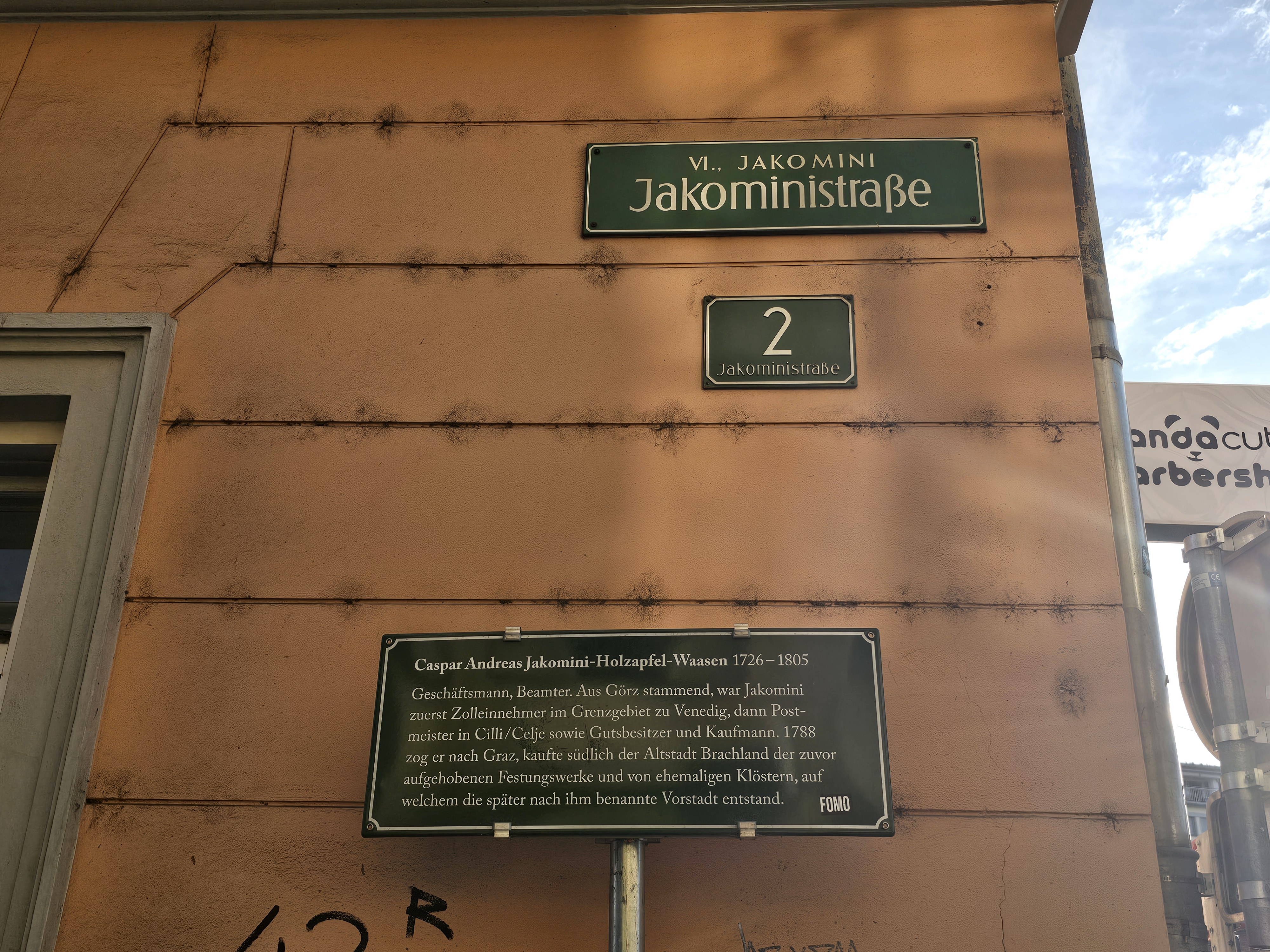
Straßenschild mit Zusatztafel am Beginn der Jakoministraße vom Jakominiplatz kommend, Haus Jakoministraße 2

Kaspar Andreas Ritter von Jacomini-Holzapfel-Waasen (* 17. oder 18. Oktober 1726 in St. Daniel am Karst, Grafschaft Görz; † 15. August 1805 in Graz, Kaisertum Österreich) war ein wohltätiger Unternehmer und Spekulant, der in der zweiten Hälfte des 18. Jahrhunderts in der Steiermark ansässig war. Nach ihm ist heute noch der 6. Bezirk der Stadt Graz und auch der wichtigste Platz und das Verkehrszentrum dieser Stadt, der Jakominiplatz, benannt.

## Leben und Wirken
Das Geschlecht der Jacomini stammt ursprünglich aus Fiume. Cäsar Jacomini – auch Julius Cäsar Jacomini geschrieben – ein Urgroßvater von Kaspar Andreas von Jacomini, erhielt im Jahr 1624 von Kaiser Ferdinand II. den Adelsstand. Kaspar Andreas von Jacominis Vater war k. k. Einnehmer zu St. Daniel am Karst in der Grafschaft Görz und leitete selbst die Erziehung seines Sohnes. Mit 17 Jahren trat er in die Miliz von Fiume und fungierte in weiterer Folge als en Lieutenant in diesem Corps. Bald darauf trat er wieder aus dem Militärdienst aus und trat nach dem Tod seines Vaters dessen Stelle als Zolleinnehmer in seinem Heimatort an. Aufgrund der damals vermehrt auftretenden Schmugglerbanden im Grenzgebiet zur Republik Venedig galt Jacominis Position als nicht ungefährlich. Nebenbei informierte er sich über die Handelsverhältnisse zwischen Österreich und Italien, widmete sich dadurch dem Spekulieren und hatte dabei Glück, sodass sein Vermögen erheblich anwuchs. Aufgrund des mittlerweile angehäuften Reichtums gab er seine Stelle als Einnehmer zu St. Daniel auf und übernahm die k. k. Post in Cilli.
Als k. k. Postmeister war er von 1759 bis 1777 tätig und ließ seine Besitzungen Anderburg und Reifenstein (1770–1783) zu Mustergütern ausbauen. Außerdem erweiterte er durch unermüdlichen Einsatz seinen Geschäftskreis, übernahm teilweise verschiedene Agenden in staatlichen Kommissionen und führte mit Erfolg bedeutende Unternehmungen durch. Unter anderem leitete er den Bau der Hauptcommerzial-Communicationsstraße, der wichtigsten Handelsstraße von Cilli bis Agram, wodurch der Handel im Bezirk Cilli stark gefördert und sowohl die Landwirtschaft als auch die Industrie in der Steiermark wesentlich gestärkt wurden. Nebenbei ließ er jedoch auch andere kürzere Straßen errichten oder bestehende verbessern. In die damalige Zeit fiel auch seine Erhebung in den Ritterstand (1766) sowie die Ernennung zum korrespondierenden Mitglied der Steiermärkische Ackerbaugesellschaft. Nachdem er die Herrschaft Reifeinstein angekauft hatte, wurde er zudem am 13. Oktober 1770 in die Landmannschaft des Herzogtums Steiermark aufgenommen.
Nachdem er um 1777/78 seine Tätigkeit als Postmeister von Cilli aufgegeben hatte, übersiedelte er nach Gratz, in der Absicht, dort seinen Lebensabend zu verbringen. Hier sah er die Gelegenheit, die sich nach der Aufhebung der Festungswerke im Jahr 1784 für Grundstücksspekulanten bot. Aus Fortifikationsgründen und Liegenschaften aufgehobener Klöster bildete er die Herrschaft Neuhof, die 1791 seinem ebenfalls Kaspar Andreas heißenden Sohn übertragen und 1815 veräußert wurden. Im Süden der Altstadt vor dem Eisernen Tor legte er eine später nach ihm benannte Vorstadt, den Bezirk Jakomini, an. Hierzu erwarb er von der k. k. Fortifikation die brachliegenden Flächen vor dem Eisernen Tor, ließ das gesamte Gelände vermessen und entwarf einen durchdachten Plan für die Neuanlage der Vorstadt, deren sechs Gassen/Straßen sich vom zentralen Platz aus vollständig überblicken ließen. Von 1784 bis 1786 wurde ebendieser zentrale Platz, der sogenannte Jakominiplatz, der in den folgenden Jahrhunderten zum Hauptverkehrsplatz der heutigen Grazer Innenstadt geworden ist, errichtet. Zu ebendieser Zeit ließ er im Zeitraum von 1784 bis 1786 auch ein Herrschaftshaus am Platz errichten, in dem er untere anderem eine Eisenwaren- und eine Gewürzhandlung einrichtete. Das noch heute (Stand: 2025) als Wohn- und Geschäftshaus genutzte denkmalgeschützte Gebäude ist als Alte Post bzw. Neuhof (früher auch Jakominihaus) bekannt und ist auf der Adresse Jakominiplatz 16 zu finden.
Trotz des Russisch-Österreichischer Türkenkriegs fanden sich bald Bauinteressenten, sodass die nach ihrem Gründer benannte Jakominivorstadt mit ihrem repräsentativen Platz bereits nach wenigen Jahren über 100 Gebäude umfasste und zu den städtebaulichen Schmuckstücken von Graz zählte. Die großflächige Platzanlage mit sechs strahlenförmig angelegten Gassen bzw. Straßen war das erste städtebauliche Vorhaben in Österreich, das vollständig von einem Privatmann entworfen und realisiert wurde, und stellt einen wichtigen Meilenstein in der Stadtentwicklung von Graz dar. Die von ihm erworbenen Grundstücke hatte er – angeblich zu günstigen Preisen – an verschiedene Grazer Bürger veräußert, verbunden mit der Auflage, diese zu bebauen. Auf diese Weise entstand bis etwa 1820 die bereits erwähnte Jakominivorstadt, von deren damals errichteten kleinbürgerlichen Häusern und engen Straßenzügen einige bis heute erhalten geblieben sind. Ursprünglich am Karmeliterplatz errichtet, ließ Kaspar Andreas von Jacomini die Säule auf den Jakominiplatz übertragen. Die Grundsteinlegung hierfür erfolgte am 2. Juni 1796. Die Säule stand dort bis 1927, wurde in weiterer Folge entfernt und etwas weiter Richtung Grazer Hauptplatz am Platz des Eisernen Tores wieder aufgestellt. Seit 1886 befinden sich der Jakominiplatz zur Gänze im Besitz der Stadtgemeinde Graz.
Der spätere Gewerke, Fabriksbesitzer und Politiker Franz von Jakomini (1790–1863) war ein Enkel Jacominis.